# Втрати 54-ї окремої механізованої бригади
У статті наведено подробиці втрат 54-ї окремої механізованої бригади Збройних сил України.

## Поіменний список
| №    | Прізвище, ім'я, по батькові (Псевдо)             | Звання, посада, особисті відомості | Місце народження                                                                               | Дата народження   | Дата смерті (вік)               | Обставини смерті, місце поховання |  |
| ---- | ------------------------------------------------ | --- | ---------------------------------------------------------------------------------------------- | ----------------- | ------------------------------- | --- |  |
| 0.   | Нужний Дмитро Олександрович                      | солдат |                                                                                                |                   | 19 квітня 2015                  | загинув внаслідок травми черевної порожнини з розривом брижевої артерії |  |
| 1    | Рибачок Олег Вікторович                          | солдат, номер обслуги. | Понінка, Полонський район, Хмельницька область.                                                | 29 травня 1978    | 13 червня 2015 (37 років)       | Загинув поблизу села Троїцьке (Попаснянський район) підірвавшись на розтяжці в лісосмузі. |  |
| 2.   | Ткаченко Вадим Володимирович («Генерал»)         | старший солдат, номер обслуги. | Київ                                                                                           | 18 листопада 1984 | 9 липня 2015, (30 років)        | Загинув в районі смт. Калинове, Попаснянський район, Луганська область під час виконання бойового завдання. |  |
| 3.   | Галяс Василь Григорович                          | сержант | Саїнка Чернівецький район, Вінницька область                                                   | 14 грудня 1967    | 19 серпня 2015 (47 років)       | Загинув близько 11:00, коли «КрАЗ» з саперами 54-ї омбр підірвався на міні за 200 м від українського блокпосту поблизу міста Попасна (Луганська область). |  |
| 4.   | Янюк Микола Іванович                             | солдат, сапер | Рахів, Закарпатська область.                                                                   | 19 грудня 1961    | 23 серпня 2015 (53 роки)        | Під час огляду взводного опорного пункту в селищі Золоте (Попаснянський район Луганська область) підірвався на «розтяжці», наступного дня помер у лікарні м. Сєвєродонецька. |  |
| 5.   | Крутяк Йосип Петрович                            | солдат, розвідник | Глушин, Бродівський район, Львівська область                                                   | 13 березня 1987   | 10 вересня 2015 (28 років)      | Вранці на блокпосту поблизу села Троїцьке (Попаснянський район) Луганської області, у напрямку до смт. Калинове (підконтрольне «ЛНР»), на «розтяжці» з міною ОЗМ-72, встановленій терористами, підірвалися військовослужбовці 54-ї ОМБр. Від отриманих поранень Йосип помер на місці. |  |
| 6.   | Кукса Олег Володимирович («Фарро»)               | солдат, розвідник | Кременчук, Полтавська область                                                                  | 2 квітня 1970     | 10 вересня 2015 (45 років)      | Вранці на блокпосту поблизу села Троїцьке (Попаснянський район) Луганської області, у напрямку до смт. Калинове (підконтрольне «ЛНР»), на «розтяжці» з міною ОЗМ-72, встановленій терористами, підірвалися військовослужбовці 54-ї ОМБр. Від отриманих поранень Олег помер за кілька годин у лікарні міста Артемівськ (Донецька область).                                                                                  |  |
| 7.   | Яворський Олексій Олексійович                    | сержант |                                                                                                | 12 червня 1995    | 25 жовтня 2015                  | |  |
| 8.   | Рощенко Едуард Олександрович                     | капітан, заступник начальника служби ракетно-артилерійського озброєння                                                                       | Суми                                                                                           | 18 лютого 1963    | 8 грудня 2015, (52 роки)        | Помер в районі міста Артемівськ (Донецька область) від зупинки серця. |  |
| 9.   | Дрюцький Сергій Сергійович                       | старший солдат | Вищетарасівка                                                                                  | 3 жовтня 1987     | 21 вересня 2015                 | загинув в місті Артемівськ |  |
| 10.  | Сосицький Володимир Миколайович                  | сержант, водій |                                                                                                |                   | 17 січня 2016                   | Помер внаслідок хвороби серця в лікарні. |  |
| 11.  | Константінов Ігор Вікторович                     | солдат, механік-водій | Олександрія, Кіровоградська область                                                            | 23 вересня 1993   | 23 січня 2016, (22 роки)        | Загинув в районі м. Попасна, Луганська область. |  |
| 12.  | Твердохліб Володимир Іванович                    | солдат |                                                                                                |                   | 23 січня 2016                   | Помер внаслідок інсульту. |  |
| 13.  | Владов Ігор Анатолійович                         | солдат, механік-телеграфіст | Вільшанка, Кіровоградська область                                                              | 13 вересня 1982   | 20 лютого 2016 (33 роки)        | Загинув під час виконання бойового завдання в зоні проведення АТО. |  |
| 14.  | Тимошишин Олександр Андрійович                   | солдат | Шепетівка, Хмельницька область                                                                 | 18 листопада 1985 | 28 лютого 2016 (30 років)       | Загинув під час виконання бойового завдання в районі м. Артемівськ, Донецька область. |  |
| 15.  | Корнєєв Віталій Олексійович                      | старший солдат, водій-електрик | Новий Буг, Миколаївська область                                                                | 17 квітня 1993    | 1 березня 2016 (22 роки)        | Загинув в районі м. Артемівськ (Донецька область) під час виконання бойового завдання. |  |
| 16.  | Литвиненко Павло Леонідович                      | молодший сержант | 19 грудня 1992                                                                                 | 17 березня 2016   | Оборона Маріуполя               | |  |
| 17.  | Онищак Володимир Григорович                      | прапорщик, командир бойової машини—командир відділення                                                                                       | Гірник (Червоноградська міська рада), Львівська область                                        | 5 квітня 1967     | 5 квітня 2016 (49 років)        | Помер від інфаркту під час несення служби поблизу міста Золоте (Попаснянський район Луганська область). |  |
| 18.  | Іванов Денис Михайлович                          | солдат, навідник-оператор бойової машини | Вознесенськ, Миколаївська область                                                              | 6 грудня 1991     | 5 квітня 2016 (24 роки)         | Загинув під час бою з ДРГ противника на спостережному пункті поблизу смт. Луганське (Бахмутський район Донецька область). |  |
| 19.  | Залізко Олександр Броніславович                  | солдат | Житомир                                                                                        | 12 липня 1982     | 24 квітня 2016 (33 роки)        | Загинув під час бою з ДРГ противника на спостережному пункті поблизу смт. Луганське (Бахмутський район Донецька область). |  |
| 20.  | Тарабанов Вадим Олександрович                    | солдат, стрілець-помічник гранатометника | Гвоздівка, Миколаївський район, Одеська область                                                | 23 травня 1991    | 30 квітня 2016 (24 роки)        | Загинув в районі смт. Луганське поблизу Світлодарського водосховища, внаслідок гранатометного обстрілу. |  |
| 21.  | Заяць Петро Іванович                             | молодший сержант | Сторожинець, Чернівецька область                                                               | 30 травня 1972    | 8 травня 2016 (43 роки)         | Загинув в районі міста Бахмут (Донецька область) під час виконання бойового завдання. |  |
| 22.  | Іськов Микола Анатолійович                       | солдат, сапер | Пахутинці, Волочиський район, Хмельницька область                                              | 18 квітня 1971    | 23 травня 2016 (45 років)       | Загинув в результаті підриву на міні поблизу Краматорська (Донецька область). |  |
| 23.  | Несторяк Микола Миколайович                      | солдат |                                                                                                | 23 серпня 1997    | 6 червня 2016                   | Трагічно загинув в Горлівці. |  |
| 24.  | Косарєв Володимир Віталійович                    | сержант, командир відділення | Караганда, Казахстан                                                                           | 16 вересня 1972   | 7 червня 2016 (43 роки)         | Помер від серцевого нападу під час несення служби в селі Троїцьке (Луганська область). |  |
| 25.  | Татарчук Юрій Володимирович («Кум»)              | молодший сержант, заступник командира бойової машини — навідник-оператор                                                                     | Суми                                                                                           | 3 липня 1974      | 29 червня 2016 (41 рік)         | Загинув під час бойових дій в районі смт Луганське — село Логвинове (Бахмутський район Донецька область), коли група відходила з висоти й потрапила під мінометний обстріл. |  |
| 26.  | Мельник Василь Романович                         | солдат | Полонична, Кам'янка-Бузький район, Львівська область                                           | 18 грудня 1986    | 8 липня 2016 (29 років)         | Загинув о 8:20 поблизу смт Луганське (Бахмутський район Донецька область) від кулі снайпера. |  |
| 27.  | Ковальов В'ячеслав Ярославович                   | солдат |                                                                                                |                   | 23 липня 2016                   | оборона Маріуполя. |  |
| 28.  | Полохало Володимир Станіславович                 | старший солдат |                                                                                                |                   | 23 липня 2016                   | оборона Маріуполя. |  |
| 29.  | Чунтул Віталій Манолійович                       | старший солдат |                                                                                                |                   | 23 липня 2016                   | оборона Маріуполя. |  |
| 30.  | Новгородський Володимир Михайлович («Міхалич»)   | старший сержант | Бєльці, Молдова                                                                                | 9 вересня 1962    | 9 липня 2016 (53 роки)          | Загинув під час відбиття атаки противника на позиції ЗСУ поблизу села Троїцьке (Попаснянський район) Луганської області. |  |
| 31.  | Губський Олексій Сергійович («Граната»)          | солдат, гранатометник | Виноградний Клин, Генічеський район, Херсонська область                                        | 17 грудня 1976    | 17 липня 2016 (39 років)        | Загинув біля селища Луганське в районі т. зв. «Світлодарської дуги». В бойовому зіткненні отримав поранення в ногу, почав відходити, але його наздогнала куля, яка потрапила в голову. |  |
| 32.  | Титаренко Олексій Георгійович                    | солдат, механік-водій | Рубіжне, Луганська область                                                                     | 25 березня 1986   | 27 липня 2016 (30 років)        | Вбитий ворожим снайпером з великокаліберної зброї поблизу селища Луганське в районі т. зв. «Світлодарської дуги», біля траси Дебальцеве-Бахмут (Донецька область). |  |
| 33.  | Величко Олег Вікторович                          | молодший сержант, старший навідник | Бабенкове (Ізюмський район) Бригадирівська сільська рада (Ізюмський район), Харківська область |                   | 30 липня 2016                   | Загинув під час виконання бойового завдання в зоні проведення АТО. |  |
| 34.  | Казарін Владислав Вадимович («Распісной»)        | солдат, сапер. Штурмова рота ДУК «Вовки» | Залізне, Торецька міська рада, Донецька область                                                | 28 вересня 1994   | 10 серпня 2016 (21 рік)         | Ввечері під час мінометного обстрілу поблизу Дебальцевого отримав важкі поранення від вибуху міни 120-го калібру. Помер у машині «швидкої» під час евакуації. |  |
| 35.  | Колосовський Микола Миколайович («Німець»)       | старший сержант, механік-водій | Лобня, Московська область                                                                      | 11 жовтня 1977    | 19 серпня 2016 (38 років)       | Під час артилерійського обстрілу поблизу села Троїцьке (Ясинуватський район) Донецької області зазнав важкі поранення (міна потрапила в окоп). Помер по дорозі в лікарню. |  |
| 36.  | Попович Олег Петрович                            | солдат, оператор | Лютівка, Золочівський район, Харківська область                                                | 6 грудня 1983     | 27 серпня 2016 (32 роки)        | Загинув поблизу смт Луганське (Бахмутський район Донецька область). |  |
| 37.  | Івченко Василь Васильович                        | солдат, командир ЗУ | Папужинці, Тальнівський район, Черкаська область                                               | 9 січня 1996      | 28 серпня 2016 (20 років)       | Загинув від осколкових поранень під час мінометного обстрілу опорного пункту поблизу смт Луганське (Бахмутський район Донецька область). |  |
| 38.  | Васюк Олександр Павлович                         | старший солдат, навідник | Рівне                                                                                          | 29 серпня 1965    | 28 серпня 2016 (50 років)       | 19 серпня 2016 р. в районі міста Бахмут (Донецька область), танк, в якому перебував військовослужбовець, попав під обстріл та загорівся. Олександра витягнули з вогню та евакуювали до лікарні з опіками понад 60 % тіла. Перебував у важкому стані, але в свідомості. Помер в опіковому центрі міста Дніпро. |  |
| 39.  | Нетьосов Євген Леонідович                        | сержант, командир бойової машини-командир відділення                                                                                         | Миколаїв                                                                                       | 30 липня 1983     | 9 вересня 2016 (33 роки)        | Загинув під час виконання бойового завдання в Донецькій області. |  |
| 40.  | Пономарьов Олександр Олександрович («Сан Санич») | сержант, головний сержант взводу | Костянтинівка, Донецька область                                                                | 23 квітня 1974    | 26 вересня 2016 (42 роки)       | 28 серпня 2016 р. під час бойового чергування на т. зв. «Світлодарській дузі» потрапив під ворожий мінометний обстріл, під час якого був важко поранений. Майже місяць провів у Харківському госпіталі, але лікарі так і не змогли врятувати йому життя. |  |
| 41.  | Вахненко Валерій Анатолійович («Патрон»)         | старшина, старшина роти | Дніпропетровськ                                                                                | 19 лютого 1957    | 27 вересня 2016 (59 років)      | Загинув під час виконання бойового завдання внаслідок ДТП в районі міста Дебальцеве (Донецька область). |  |
| 42.  | Мурзаханов Андрій Сергійович                     | солдат | Світанок, Голопристанський район, Херсонська область                                           | 30 грудня 1992    | 30 вересня 2016 (23 роки)       | Загинув під час виконання бойового завдання в зоні проведення АТО. |  |
| 43.  | Мурзаханов Андрій Сергійович                     | головний старшина-командир відділення |                                                                                                |                   | 1 жовтня 2016                   | Загинув під час обстрілу ВОПу в районі с. Семигір'я. |  |
| 44.  | Фролов Максим Васильович                         | головний старшина-командир відділення |                                                                                                |                   | 4 жовтня 2016                   | Трагічно загинув в районі смт. Луганське. |  |
| 45.  | Подліпнюк Андрій Іванович                        | сержант |                                                                                                |                   | 11 листопада 2016               | Луганське |  |
| 46.  | Зінченко Андрій Сергійович                       | солдат | Київ                                                                                           | 23 жовтня 1974    | 8 жовтня 2016                   | [джерело?] |  |
| 47.  | Сімонов Олександр Олександрович                  | солдат, командир бойової машини-командир відділення                                                                                          | Смоліне, Маловисківський район, Кіровоградська область                                         | 10 травня 1993    | 14 жовтня 2016 (22 роки)        | Загинув поблизу села Троїцьке (Попаснянський район) Луганської області внаслідок кульового поранення у голову. |  |
| 48.  | Поліщук Ігор Миколайович                         | солдат, стрілець-помічник гранатометника |                                                                                                |                   | 14 жовтня 2016 (22 роки)        | Загинув поблизу села Троїцьке (Попаснянський район) Луганської області. |  |
| 49.  | Датченко Олександр Петрович                      | старший лейтенант; начальник зв'язку-командир взводу                                                                                         |                                                                                                |                   | 17 листопада 2016               | . |  |
| 50.  | Каптованець Мар'ян Романович                     | молодший сержант |                                                                                                |                   | 22 листопада 2016               | Бої за Широкине |  |
| 51.  | Соломкін Віталій Олександрович                   | солдат, механік-водій |                                                                                                |                   | 11 грудня 2016                  | Загинув під час несення служби поблизу міста Світлодарськ. |  |
| 52.  | Романов Григорій Георгійович                     | сержант з МТЗ |                                                                                                |                   | 13 грудня 2016                  | Помер під час лікування. |  |
| 53.  | Яровий Микита Олександрович                      | лейтенант |                                                                                                |                   | 18 грудня 2016                  | Бої на Світлодарській дузі |  |
| 54.  | Байбуз Андрій В'ячеславович                      | солдат |                                                                                                |                   | 18 грудня 2016                  | Бої на Світлодарській дузі |  |
| 55.  | Клименко Дмитро Васильович                       | солдат |                                                                                                |                   | 18 грудня 2016                  | Бої на Світлодарській дузі |  |
| 56.  | Радівілов Роман Юрійович («Гюрза»)               | солдат | м. Дергачі, Харківська область                                                                 | 14 лютого 1984    | 18 грудня 2016                  | Бої на Світлодарській дузі |  |
| 57.  | Широков Андрій Вікторович («Сім'янин»)           | солдат | м. Мирноград Донецька область                                                                  | 12 квітня 1970,   | 18 грудня 2016                  | Бої на Світлодарській дузі |  |
| 58.  | Рубанчиков Сергій Петрович                       | солдат |                                                                                                |                   | 22 грудня 2016                  | Бої на Світлодарській дузі |  |
| 59.  | Литвинчук Геннадій Євгенович                     | |                                                                                                |                   | 1 лютого 2017                   | |  |
| 60.  | Салаутін Сергій Віталійович                      | старший солдат |                                                                                                |                   | 1 лютого 2017                   | |  |
| 61.  | Хоружа Наталія Олександрівна                     | молодший сержант | м. Першотравенськ, Дніпропетровська область                                                    | 9 червня 1972     | 2 лютого 2017                   | Бої за селище Луганське |  |
| 62.  | Рева Юрій Андрійович                             | старший солдат |                                                                                                |                   | 2 лютого 2017                   | Бої на Світлодарській дузі |  |
| 63.  | Решетняк Геннадій Анатолійович                   | молодший сержант |                                                                                                |                   | 28 лютого 2017                  | Бої за селище Луганське |  |
| 64.  | Мокренко Сергій Вікторович                       | солдат |                                                                                                |                   | 28 лютого 2017                  | Бої за селище Луганське |  |
| 65.  | Подколзін Євген Юрійович                         | молодший лейтенант |                                                                                                |                   | 12 березня 2017                 | Парасковіївка (Бахмутський район) |  |
| 66.  | Костін Андрій Андрійович                         | солдат |                                                                                                |                   | 18 березня 2017                 | Відродження (Бахмутський район) |  |
| 67.  | Вельможко Антон Миколайович                      | солдат |                                                                                                |                   | 29 березня 2017                 | Бої на Світлодарській дузі |  |
| 68.  | Топалов Леонід Геннадійович                      | солдат |                                                                                                |                   | 10 липня 2017                   | помер від серцевого нападу |  |
| 69.  | Жалко В'ячеслав В'ячеславович                    | солдат |                                                                                                |                   | 7 жовтня 2017                   | [ 22 ] |  |
| 70.  | Мальцев Володимир Анатолійович                   | молодший сержант |                                                                                                |                   | 2 грудня 2017                   | Бої під Попасною |  |
| 71.  | Зиков Юрій                                       | заступник командира розвідувальної групи |                                                                                                |                   | 12 грудня 2017                  | [ 23 ] |  |
| 72.  | Іванов Сергій Олексійович                        | старший сержант |                                                                                                |                   | 17 січня 2018                   | Світлодарська дуга |  |
| 73.  | Беляєв Дмитро Володимирович                      | старший солдат |                                                                                                |                   | 17 січня 2018                   | Світлодарська дуга |  |
| 74.  | Сергієнко Сергій Олексійович                     | солдат |                                                                                                |                   | 17 січня 2018                   | Світлодарська дуга |  |
| 75.  | Мінчуков Володимир Анатолійович                  | солдат |                                                                                                |                   | 8 лютого 2018                   | Підгороднє, Бахмутський район |  |
| 76.  | Бутильський Андрій Андрійович                    | солдат |                                                                                                |                   | 23 лютого 2018                  | Світлодарська дуга |  |
| 77.  | Рященко Іван Вікторович                          | молодший сержант |                                                                                                |                   | 8 березня 2018                  | Світлодарська дуга |  |
| 78.  | Гранкін Сергій Миколайович                       | сержант |                                                                                                |                   | 24 березня 2018                 | Світлодарська дуга |  |
| 79.  | Скус Олександр Дмитрович                         | старший сержант |                                                                                                |                   | 3 липня 2018                    | [ 28 ] |  |
| 80.  | Борденюк Борис Борисович                         | старший солдат |                                                                                                |                   | 24 лютого 2019                  | Катеринівка, Попаснянський район |  |
| 81.  | Меденцев Олександр Миколайович                   | солдат |                                                                                                |                   | 25 лютого 2019                  | Новоолександрівка, Попаснянський район |  |
| 82.  | Слісаренко Руслан Григорович                     | солдат |                                                                                                |                   | 16 березня 2019                 | Новоолександрівка, Попаснянський район |  |
| 83.  | Керечанин Євген Миколайович                      | солдат |                                                                                                |                   | 18 березня 2019                 | Золоте, Попаснянський район |  |
| 84.  | Чернолоз Віталій Віталійович                     | солдат |                                                                                                |                   | 29 березня 2019                 | Бахмут |  |
| 85.  | Болотенко Олександр Олександрович                | капітан |                                                                                                |                   | 2 квітня 2019                   | [ 34 ] |  |
| 86.  | Лисиця Іван Петрович                             | солдат |                                                                                                |                   | 6 квітня 2019                   | Золоте |  |
| 87.  | Стрекнєв Дмитро Володимирович                    | солдат |                                                                                                |                   | 6 квітня 2019                   | Золоте |  |
| 88.  | Цапенко Олександр Олегович                       | солдат |                                                                                                |                   | 22 квітня 2019                  | Новоолександрівка (Попаснянський район) |  |
| 89.  | Азза Станіслав Сергійович                        | солдат |                                                                                                |                   | 1 травня 2019                   | Попасна |  |
| 90.  | Степанченко Борис Миколайович                    | солдат |                                                                                                |                   | 27 травня 2019                  | Попасна |  |
| 91.  | Бережний Владислав Олегович                      | сержант |                                                                                                |                   | 5 червня 2019                   | Золоте |  |
| 92.  | Карлаш Олексій Анатолійович                      | молодший сержант |                                                                                                |                   | 25 червня 2019                  | [ 39 ] |  |
| 93.  | Жуков Олег Анатолійович                          | солдат |                                                                                                |                   | 5 липня 2019                    | [ 40 ] |  |
| 94.  | Магола Максим                                    | солдат |                                                                                                |                   | 1 серпня 2019                   | [ 41 ] |  |
| 95.  | Коваленко Богдан Сергійович («Геркулес»)         | старший солдат | смт Нова Водолага, Нововодолазький район, Харківська область                                   | 2 січня 1998      | 18 червня 2020 (22 роки)        | Загинув поблизу м. Авдіївка, внаслідок поранення від снайперського пострілу найманців РФ. |  |
| 96.  | Ковалець Микола Миколайович                      | старший лейтенант | Мар’їнка Донецької області                                                                     |                   | 22 березня 2022                 | Загинув у селі Мар’їнка Донецької області |  |
| 97.  | Фаустов Андрій Миколайович                       | | Мілове Луганської області                                                                      | 14 березня 1987   | 6 квітня 2022                   | Загинув на Донеччині |  |
| 98.  | Ярослав Палійчук                                 | сапер | Єлизаветівка Донецької області                                                                 |                   | 9 травня 2022 року              | |  |
| 99.  | Євгеній Іванович Білорус                         | механік-водій розрахунку протитанкового артилерійського взводу протитанкової артилерійської батареї протитанкового артилерійського дивізіону | Новомиколаївка Приазовського району Запорізької області                                        | 9 жовтня 1979     | 26 травня 2022                  | загинув в районі населеного пункту Новомихайлівка Донецької області |  |
| 100. | Моісеєв Євген Васильович                         | стрілець снайпер | Мирноград Покровський район (Донецька область)                                                 | 25 січня 1978     | 14 червня 2022                  | Загинув в боях з російськими окупантами поблизу м. Мар'їнка Донецької області. |  |
| 101. | Савенко Андрій Сергійович «Механ»                | старший солдат,механік-водій БМП | м. Словʼянськ, Донецька область                                                                | 07 вересня 1982   | 09 липня 2022                   | Загинув від поранень отриманих під Марʼїнкою Донецької області |  |
| 102. | Гуцол Вадим Володимирович                        | Старший солдат, механік-водій | с. Івано-Дар'ївка, Донецька область                                                            | 30 грудня 1989    | 20 липня 2022                   | [ 47 ] |  |
| 103. | Новіков Роман Леонідович                         | Молодший сержант | с. Івано-Дар'ївка, Донецька область                                                            | 23 грудня 1982    | 24 липня 2022                   | [ 48 ] |  |
| 104. | Роговий Юрій Федорович                           | солдат | Верхньокам'янське Донецької області                                                            | 27 травня 1979    | 25 липня 2022                   | [ 49 ] |  |
| 105. | Максим Поліщук                                   | | Івано-Дар'ївка Донецька області                                                                |                   | 12 серпня 2022                  | |  |
| 106. | Олег Бадло                                       | | Івано-Дар'ївка Донецька області                                                                |                   | 13 серпня 2022                  | |  |
| 107. | Романченко Дмитро Юрійович                       | капітан, розвідник | Чернігів                                                                                       | 28 вересня 1997   | 9 вересня 2022 (24 роки)        | Поблизу селища Спірне на Донеччині російські окупанти з танків, бойових машин, ствольної та реактивної артилерії обстрілювали військову й цивільну інфраструктури. Під час бою з силами противника, що мали перевагу, отримав поранення несумісне з життям. |  |
| 108. | Ярослав Олександрович Смецький                   | | Мена, Чернігівська                                                                             | 1 серпня 1981     | 21 жовтня 2022                  | Загинув біля населеного пункту Білогорівка на Донеччині |  |
| 109. | Калмиков Кирило Артемович («Змій»)               | лейтенант, заступник командира 1 мех. батальону А4053                                                                                        | Костянтинівка Краматорський район Донецька область                                             | 17 січня 1999     | 3 листопада 2022 (23 роки)      | Загинув неподалік с. Опитне, Донецької області під час виконання бойового завдання по виявленню та знищенню сил противника. Отримав поранення у голову, несумісне з життям. |  |
| 110. | Сорока Ігор                                      | | Спірне, неподалік Соледара Донецької області                                                   |                   | 22 листопада 2022               | [ 51 ] |  |
| 111. | Яковлєв Борис                                    | | Львів                                                                                          |                   | 23 грудня 2022                  | [ 52 ] |  |
| 112. | Сорока Ігор                                      | солдат | Марківці, Чернігівська область                                                                 |                   | 22 листопада 2022               | У бою під селищем Спірне, неподалік Соледара Донецької області воїн отримав поранення не сумісні з життям та трагічно загинув. |  |
| 113. | Гайворонський Денис                              | ст. лейтенант | м. Торецьк.                                                                                    |                   | 6 березня 2022                  | поблизу м. Волноваха, виконуючи бойове завдання під час артилерійського обстрілу з боку російських окупантів. |  |
| 2023 |                                                  | |                                                                                                |                   |                                 | |  |
| 114. | Слободян Андрій Володимирович                    | солдат | с. Богданівка, нині Тернопільського району Тернопільської області                              | 9 грудня 1978     | 13 січня 2023                   | в районі н.п. Бахмут, Донецька область |  |
| 115. | Трофимчук Віталій Миколайович                    | | м. Сарни                                                                                       | 12 липня 1981     | 11 лютого 2023                  | Загинув під містом Вугледар на Донеччині |  |
| 116. | Репняк Андрій Петрович                           | старший сержант | біля населеного пункту Федорівка, Бахмутського району Донецької області                        | 6 грудня 1979     | 25 лютого 2023                  | |  |
| 117. | Куркострига Ігор Олександрович («Вікінг»)        | лейтенант, командир взводу | Дніпро (місто)                                                                                 | 31 грудня 1985    | 5 березня 2023 (37 років)       | Загинув виконуючи бойове завдання неподалік Білогорівка (смт), Луганська область |  |
| 118. | Маслов Олександр Володимирович («Маска»)         | старший солдат | Першотравенськ Дніпропетровська область                                                        | 15 березня 1988   | 5 березня 2023 (34 роки)        | Загинув виконуючи бойове завдання неподалік Білогорівка (смт), Луганська область |  |
| 119. | ЧАПЛИГА Володимир Іванович                       | солдат | місто Богодухів, Харківська область                                                            | 27 березня 1987   | 15 квітня 2023 (36 років)       | 15.04.2023 загинув під час виконання бойового завдання із відсічі і стримування збройної агресії РФ проти України на території Луганської області (н.п. Золотарівка Сєвєро-донецького району). Ворожий скид з безпілотника (дрону) його наздогнав, коли він із поля бою евакуював поранених. Помер на полі бою внаслідок отриманої вибухової травми. Мав шанси на життя, але на полі бою пораненим був залишений помирати. |  |
| 120. | Крижанський Родіон Миколайович                   | старший солдат | Нетішин Хмельницька область                                                                    | 1991              | 10 травня 2023                  | Загинув під час бою у російсько-українській війні поблизу населеного пункту Спірне Бахмутського району Донецької області. Похорон відбувся 15 травня в Нетішині |  |
| 121. | Петров Віктор Олегович («Лелека»)                | лейтенант, командир роти | Львів                                                                                          | 19 вересня 1989   | 26 травня 2023                  | Загинув від влучання міни з дрону в районі міста Часів Яр під Бахмутом на Донеччині. Похорон відбувся 3 червня 2023 у Львові. Похований на Личаківському цвинтарі. Нагороджений орденом Богдана Хмельницького ІІІ ступеня посмертно . |  |
| 122. | Мединський Ігор Едуардович («Демон»)             | Був оператором БПЛА. | Селидове                                                                                       | 9 вересня 1997    | 30 червня 2023                  | Загинув внаслідок авіаудару в районі н.п. Роздолівка Бахмутського району Донецької області . |  |
| 123. | Гавриленко Олексій                               | Був старшим навідником гранатометного відділення                                                                                             |                                                                                                |                   | 30 червня 2023                  | Загинув внаслідок авіаудару в районі н.п. Роздолівка Бахмутського району Донецької області . |  |
| 124. | Польний Тарас Вікторович                         | оператор-радіотелефоніст 1-го розвідувального взводу ВЧ А4248, 55-й батальйон                                                                | Тернопіль                                                                                      | 27 грудня 1989    | 30 червня 2023                  | Загинув внаслідок авіаудару в районі н.п. Роздолівка Бахмутського району Донецької області . |  |
| 125. | Удод Євген («Птаха»)                             | Оператор БПЛА | Дніпро                                                                                         |                   | 30 червня 2023                  | Загинув внаслідок авіаудару в районі н.п. Роздолівка Бахмутського району Донецької області . |  |
| 126. | Сергійко Вадим Анатолійович ("Депутат")          | солдат | м.Сновськ, Чернігівська область                                                                | 26 січня 1986     | 23 вересня 2023 року (37 років) | [ 65 ] |  |
| 127. | Храбатин Василь Ігорович                         | молодший сержант | Угринів                                                                                        | 11 серпня 1974    | 10 жовтня 2023 (49 роки)        | Загинув виконуючи бойове завдання, попав під мінометний обстріл неподалік Роздолівка |  |
| 128. | Марат Бірман                                     | Старший сержант | Іванівське, Харківська область                                                                 |                   | 9 листопада 2023                | |  |
| 129. | Мединський Iгор Едуардович                       | солдат, оператор дрона | Першотравенськ, Дніпропетровська область                                                       | 10 вересня 1997   | 10 листопад 2023                | |  |
| 130. | Корженко Вадим Вікторович                        | підполковник, повний кавалер ордену Богдана Хмельницького, Герой України                                                                     | Мар'янівка, Овідіопольський район, Одеська область                                             | 1 червня 1981     | 29 листопада 2023               | |  |
| 2024 |                                                  | |                                                                                                |                   |                                 | |  |
| 131. | Захорольський Віктор Олександрович ("Вітос")     | Солдат, командир відділення | Кривий Ріг, Дніпропетровська область                                                           | 17.03.1990        | 17 березня 2024 (34 роки)       | Загинув, виконуючи бойове завдання в с. Роздолівка Бахмутського району Донецької області |  |
| 132. | Антоненко Артем Ігорович («Піротехнік»)          | старший лейтенант, заступник командира роти                                                                                                  | м.Золоте Луганської області                                                                    | 08 липня 1997     | 3 червня 2024 (26 років)        | Загинув виконуючи бойове завдання в с. Спірне Бахмутського району, Донецької області |  |
| 133. | Ясько Іван Миколайович                           | Солдат | Кам'янське, Запорізької області                                                                | 1989              | 17 серпня 2024                  | Загинув в населеному пункті свято-покровське донецької області |  |
| 134. | Петро Іонов                                      | стрілець-снайпер |                                                                                                | 33 роки           | 12 серпня 2024                  | Бахмутський напрямок |  |
| 135. | Віталій Колосовський                             | |                                                                                                | 47 років          | 22 серпня 2024                  | Помер |  |
| 136. | Писарчук Ігор                                    | | Львів                                                                                          | 25.04.1971        | 13 жовтня 2024                  | [ 68 ] |  |
|      | Ремжин Михайло Вікторович                        | |                                                                                                |                   | 19 вересня 2024                 | поблизу населеного пункту Івано-Дар’ївка Бахмутського району Донецької області |  |